# Ha-Maggid
Ha-Maggid (en hébreu : הַמַּגִּיד, litt. « Le prédicateur  ») est le premier hebdomadaire en langue hébraïque à avoir été publié,. Ce périodique a été publié entre 1856 et 1903, tout d'abord à Lyck, en Prusse orientale et cible les Juifs russes, mais est assez vite diffusé partout en Europe et dans le monde juif. Il traite principalement de l'actualité et contient des articles de fond avec notamment une section consacrée aux études juives et, à son apogée, des débats sur des questions sociales. Bien qu'il n'ait jamais dépassé, à son pic de diffusion, le 1 800 exemplaires, il est difficile d'estimer son lectorat réel, chaque copie passant, à cette époque, de main en main. Ha-Maggid est passé à la postérité pour son rôle pionnier dans l'émergence d'une presse en hébreu moderne.

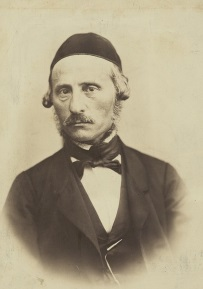
Eliezer Lipman Zilbermann, rédacteur en chef fondateur de Ha-Maggid

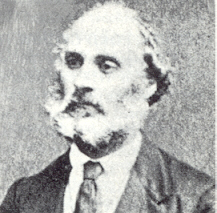
David Gordon, premier rédacteur adjoint de Ha-Maggid et rédacteur en chef entre 1880 et 1886.

Eliezer Lipman Zilbermann (1819-1882) est le fondateur et premier rédacteur en chef de Ha-Maggid. Il met notamment en avant auprès de ses lecteurs la question sociale des agunot (les femmes dont l'époux refuse de divorcer) et fait de cette question l'un des sujets les plus importants du journal. Ha-Maggid est plus conservateur sur le plan religieux que d'autres périodiques hébraïques qui lui sont contemporains, ainsi il s'oppose à l'émigration vers les États-Unis, phénomène qui touche alors de nombreuses communautés juives d'Europe de l'Est, considérée par le journal comme péché  tandis que Ha-Melitz et Ha-Tsfira tiennent des positions plus modérées sur la question.
Le médecin et rabbin italien Moses Vita Ascarelli est un contributeur régulier de l'hebdomadaire ; sous le pseudonyme « Emet le-Ya'akov », il y écrit des articles sur la condition des Juifs italiens sous le pape Pie IX. À partir des années 1860, le journal a « ardemment » soutenu le retour des Juifs en Terre d'Israël mettant en avant une série d'arguments théologiques et nationalistes, ce qui fait de ce journal l'un des premiers organes de diffusion du sionisme.
David Gordon (1831-1886), ancien rédacteur en chef adjoint, en devient le rédacteur en chef en 1880, son fils, Dov Gordon, devenant rédacteur en chef adjoint. Il occupe ce poste jusqu'à sa mort en 1886,. Après la mort de son père, Dov Gordon reprend le flambeau, devenant rédacteur en chef, jusqu'en 1890, date à laquelle Yaacov Shmuel Fux prend la relève, de 1890 à 1903,. Sous l'égide de ce dernier, le périodique se focalise sur les questions culturelles et politiques, délaissant les questions sociales traitées par les précédents rédacteurs en chef.
La rédaction de Ha-Maggid déménage deux fois : d'abord à Berlin en 1890, puis à Cracovie, en 1892,. Après le déménagement à Cracovie, son lectorat diminue, en partie à cause de la censure des autorités russes. La publication cesse finalement  en 1903. Durant les dernières années, son rédacteur en chef de facto est Shimʻon Menaḥem Lazar, bien que Fux ait conservé son titre de rédacteur en chef jusqu'à la fin.
Après 1892, HaMaggid s'est retrouvé largement supplanté par d'autres journaux en langue hébraïque comme Ha-Melitz et Ha-Tsfira.